# Thaumastogarypus zuluensis
Espèce
Thaumastogarypus zuluensis est une espèce de pseudoscorpions de la famille des Garypidae.

## Distribution
Cette espèce est endémique du KwaZulu-Natal en Afrique du Sud. Elle se rencontre vers Ingwavuma.

## Étymologie
Son nom d'espèce, composé de zulu et du suffixe latin -ensis, « qui vit dans, qui habite », lui a été donné en référence au lieu de sa découverte, le Zoulouland.

## Publication originale
- Beier, 1958 : The Pseudoscorpionidea (false-scorpions) of Natal and Zululand. Annals of the Natal Museum, vol. 14, p. 155-187